# Хохштрассер, Робин
Робин Мэйн Хохштрассер (англ. Robin Main Hochstrasser; 4 января 1931, Эдинбург, Шотландия — 27 февраля 2013, Пенсильвания, США) — американский учёный физико-химик шотландского происхождения. Являлся основоположником молекулярной спектроскопии, а также внёс значительный вклад в лазерную химию.
Профессор Университета Пенсильвании (1968) , Почётный Доктор Эдинбургского Университета (2013), член Национальной Академии Наук (1982).

## Биография
Робин Мэйн Хохштрассер родился и получил образование в Эдинбурге (Шотландия). Его школьное образование было неполным, так как в 15 лет он покинул школу, когда его семья собиралась переехать в Бельгию, но через несколько месяцев вернулась обратно. В 1948 году в возрасте 17 лет он сдал вступительные экзамены в колледж, получив при этом превосходные оценки по математике и химии, несмотря на то, что так и не окончил школу. В 1952 году он получил степень бакалавра в Университете Хериот-Ватт в Шотландии, и в 1955 году степень доктора философа (PhD) в области химии в Эдинбургском Университете. Он написал диссертацию на тему фотохимических явлений на поверхности. Пройдя двухгодичный период срочной службы в Королевских ВВС в ранге офицера-пилота, он изучил основы электроники связанные с высотными радарами. В течение двух лет службы в Королевских ВВС Хохштрассер получил соответствующую степень по математике, которая помогла ему получить серьезный опыт в области прикладной математики и написать учебник по теории групп. Он начал работать в Университете Британской Колумбии в 1957 году в качестве преподавателя, а в 1960 году стал доцентом. В 1963 году перешёл в Университет Пенсильвании, где в 1983 году стал профессором физических наук.
С 1971 года Хохштрассер был редактором «Ресурса сверхбыстрых лазерных исследований» (англ. Ultrafast Laser Research Resource), а в 1978 году был назначен руководителем Региональной Лаборатории лазерных и биомедицинских исследований, спонсируемой Национальным институтом здравоохранения для развития и применения модернизированных лазерных технологий для проблем биомедицины.
С 1975 по 2012 год Хохштрассер являлся редактором журнала «Химическая Физика» (англ. Chemical Physics).

## Ранние годы
Хохштрассер в начале работы в Университете Пенсильвании основал свою научную группу в новой Лаборатории изучения структуры вещества. Спектроскопия многоатомных молекул была развивающейся областью в 1960-х годах, что в свою очередь обещало возможность характеризовать электронную структуру и ядерных силовых полей, которые определяют геометрию молекул, свойства и соотношение измерений с теоретическими расчетами. Первоначальная работа Хохштрассера была сконцентрирована на изучении молекулярных кристаллов, где внутримолекулярные взаимодействия и силы превосходили более чем на порядок магнитные межмолекулярные взаимодействия. Он осознал, что модель ориентированного газа, которая пренебрегает всеми межмолекулярными взаимодействиями, является хорошей аппроксимацией нулевого порядка молекулярного кристалла. Относительно низких энергетических состояний ароматических молекул, гетероциклов, и других сопряженных систем, сложность спектров значительно снижалась и анализ упрощался благодаря записи спектров ориентированных простых кристаллов с поляризованным светом при низких температурах.
Хохштрассер проводил оптические эксперименты в Национальной магнитной лаборатории в Массачусетском Технологическом Университете и впервые рассмотрел в 1965 году расщепление Зеемана в спектрах молекулярных кристаллов. Затем он распространил эти измерения для многих других молекул. Процесс требовал выращенного монокристалла толщиной несколько сантиметров, бездефектное охлаждение до температуры жидкого гелия, и переноса всей оптической настройки в магнитную лабораторию. Таким образом, он мог определить пару орбитальных спинов и симметрию возбужденного синглетного состояния и раскрыть новые перспективы для изучения триплетного состояния. С самого начала Хохштрассер интересовался происхождением форм линий, рассмотренных в молекулярных спектрах в конденсированной фазе. Он относил проблему взаимодействия между возбужденными состояниями в молекулах[5], рассматривая её как спектральные возмущения и взаимодействие с окружающей средой.

## Научные исследования

### Исследования в области лазерной химии
В 1969 году Хохштрассер оборудовал первый лазер на основе неодимовой линзы с частотой повторения один импульс в минуту, предназначенный для измерений с постоянным временным разрешением. Первые измерения с постоянным временным разрешением использовали различные гармоники лазера на основе неодимовой линзы в качестве возбуждения и пробного импульса. Спектры с временными интервалами записывались фотографически с помощью продолжительного сгенерированного лазером импульса для поглощения или оптической ячейки Керра. Но 95 % исследуемого времени тратилось на настройку и контроль лазера. Хохштрассер много работал, чтобы получить достоверные результаты. В результате информация о переносе энергии между триплетными состояниями была получена для различных молекул. По данной теме первые работы были опубликованы в начале 1970-х годов.
После создания легко настраиваемых узко-лучевых лазеров появились новые направления в исследованиях. Вскоре Хохштрассер со своими коллегами сконструировал один из подобных лазеров, после чего они записали первые двухфотонные спектры кристалла дифенила с высоким разрешением, а затем спектры бензола в твердой и газовой фазе. Первый ротационно разрешенный двуфотонный спектр был рассмотрен с использованием оксида азота при низких давлениях.
Лазеры с возможностью настройки открыли возможность селективного возбуждения молекул в ансамбле, а также передачу определённых энергетических состояний молекуле, инициирование и изучение селективных процессов. Хохштрассер со своим коллегой Амосом Смитом использовал тетразин и производные в кристаллическом бензоле и инертных газовых матрицах для демонстрации селективного изотопического фото-разрушения и достижения изотопического обогащения фактора более чем в 104 раз, для выяснения пути реакции и демонстрации спиновой селективности реакции. Позже диссоциация производного этой молекулы была использована как запуск структурных изменений в биологических молекулах.

### Исследования в области когерентных нелинейных и сверхбыстрых процессов
Хохштрассер интересовался доступом к информации о свойствах возбужденного состояния и релаксационных процессов. В сотрудничестве с пенсильванским коллегой Дэвидом Уайтом, он охарактеризовал когерентный распад колебательных возмущений в простом двухатомном кристалле N2 и H2 и развил теоретические концепции, которые стали важными для понимания этих процессов в крупных молекулах, кристаллах и в растворах. В тот период времени было немного известно о временах релаксации колебаний в больших молекулах. Следовательно, подобное открытие не очень скоро могло бы произойти в молекулярных кристаллах ароматических молекул. Хохштрфссер показал высокий отбор данных релаксационных процессов в чистых и изотопических смешанных кристаллах, после чего данная информация являлась основой для создания теоретических моделей. Времена когерентного затухания были получены с помощью анализа форм линий и прямого измерения времени. Таким образом, были получены поразительные результаты: время когерентного затухания при 606 см−1 кристалла бензола возросло с 95 пс до 2,62 нс в кристаллах, сделанных из чистого С-12 изотопа.
В течение 1980-х годов Хохштрассер исследовал множество других различных направлений для использования когерентных нелинейных оптических процессов и развивал соответствующие теоретические методы изучения свойств возбужденного состояния и релаксационных процессов: передачи энергии и релаксационных процессов электронных, колебательных, вращательных состояний и рассеяние энергии, а также химические реакции. Он использовал технику сверхбыстрых лазерных импульсов, чтобы изучить колебательные взаимодействия в ИК-диапазоне. Хохштрассер развил идею комбинации сверхкоротких видимых импульсов лазера для возбуждения молекулы высоко разрешенным лучом из непрерывного диодного лазера, чтобы записать колебательные спектры различных переходов. Он достиг разрешения времени с помощью преобразования ИК, обеспечив принцип неопределенности с ограничением времени и спектральное разрешение, где охват времени наложен движением системы, изучаемой не только лазерными приборами. Эти методы позволили ему определить в гемо-группе геометрию связи железо-углерод в процессе реакции диссоциации с высокой чувствительностью и точностью.

### Двумерная инфракрасная спектроскопия
В своих экспериментах Хохштрассер использовал узкополосное настраиваемое инфракрасное излучение и широкополосный пробный ИК импульс, что было эквивалентно эксперименту ЯМР с двойным резонансом. Данное применение к амидам в третичных пептидах показало, как может быть получено взаимодействие амидных групп и их частотный вклад, устанавливая способ для определения структуры с помощью 2D ИК спектроскопии. Ещё два направления нуждались в разработке фазово-изолированной 2D ИК спектроскопии для общего использовании- настройки эхо фотона и определения гетеродина.. Хохштрассер продолжил представлять «двух-цветовой» 2D ИК, аналогичный гетеромолекулярному ЯМР, и 2D ИК химического обмена. Позже этот метод позволит производить сверхбыстрых (пикосекунды) динамических систем в равновесии, подвергающихся тепловым химическим процессам таким как разрыв или создание Н-Н связи, как было описано в его начальной работе.

### Применение в биохимии
В последние два десятилетия жизни Хохштрассера его применения в 2D ИК были связаны со структурой и динамикой пептидов и протеинов. Его интерес к протеинам появился вместе с теорией поляризационной абсорбции простых кристаллов в геме протеинов. Два фактора привлекали его в этих экспериментах. Кристаллы гемо протеинов предоставляли пример почти идеального ориентированного газа хромофоров, как взаимодействие между гемо-группами, которые чрезвычайно слабы из-за больших расстояний между гемами, встроенными в структуру более крупной молекулы. Хохштрассер не только использовал результаты исследования, где он получил кристаллы ц-цитохрома, чтобы интерпретировать электронное происхождение широко изученной конформационно чувствительной абсорбционной связи, но и информацию по ориентации гемо группы из плоской абсорбции поляризованного света π-электронной системы порфирина, которая была полезна для кристаллографов в интерпретации первой карты электронной плотности ц-цитохрома. Основной его вклад в физическую химию протеинов начинается с его учения о фото-диссоциации лигандов в течение пикосекунд из гемо групп в гемоглобине и миоглобина. Используя неодимовый лазер, которому часто требуются недели настроек, из-за мучительно низкой скорости повторения при 0,01 Гц, он записал первый разрешенный в пикосекунды многоволновый абсорбционный спектр. За этой работой последовало его открытие сдвоенной рекомбинации кислорода и оксида азота.

## Почести и награды
- 1952−1955 — Courtauld Scholar
- 1962−1967 — Член Фонда Альфреда Слоуна
- 1972 — Стипендия Гуггенхайма
- 1978 — Член Американского Физического Общества
- 1978 — Член Фонда Александра фон Гумбольдта
- 1981 — Премия Бурка[33]
- 1982 — Член Национальной Академии Наук США
- 1982 — Член Американской Академии Наук и Искусств
- 1984 — Почётный Доктор наук Университета Хериот-Ватт
- 1986 — Лауреат Президентской премии Общества оптики и фотоники
- 1989 — Член Американского Оптического Общества
- 1990 — Philadelphia Section Award of the American Chemical Society
- 1990−2000 — National Institutes of Health Merit Award
- 1996 — Премия Петера Дебая[англ.]
- 1996 — LICOR Award, University of Nebraska
- 1997 — Премия Эллис Липпинкотт[англ.]
- 1998 — Лауреат премии Уилсона по спектроскопии
- 1999 — Премия столетия (Королевское химическое общество)
- 2003 — Медаль Бенджамина Франклина
- 2005 — Медаль Ф. А. Коттона[нем.] от Техасского университета A&M
- 2007 — A. H. Zewail Award in Ultrafast Science and Technology
- 2008 — Член Королевского Общества Эдинбурга
- 2010 — Pittsburgh Spectroscopy Award
- 2012 — Премия Лайнуса Полинга

## Личная жизнь
В 1960 году женился Кэрол Остби из Ванкувера, с которой он познакомился в университете.

## Личные качества
Хохштрассер являлся креативным исследователем, так как неоднократно проводил полностью новые виды экспериментов, которые, по мнению его ровесников, являлись невозможными в это время. Результатом являлся непрерывный поток новаторских экспериментов и новых идей с начала 1960 годов вплоть до его смерти в 2013 году.